# Heidrun

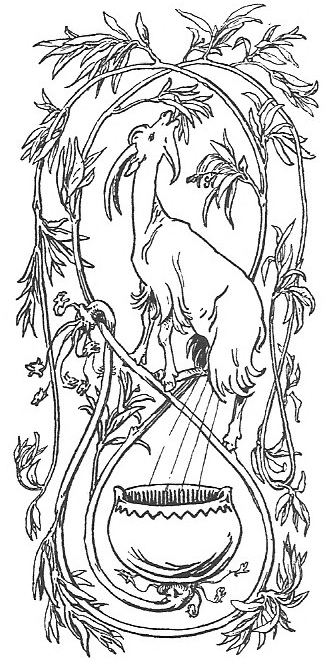
Lorenz Frølich: Heiðrún kecske az Yggdrasil hajtásait legeli, miközben a tőgyeiből mézsör folyik egy edénybe (1895)

Heidrun (Heiðrún, jelentése „fenyér”), a skandináv mitológia kecskéje, amely a világfa leveleit és hajtásait legeli.
A harcban elesett hősöknek (einherjar), akik a Valhallába kerültek, a Saehrimnir vadkanból készült vacsorához a Heidrun nevű kecskéből fejt mézsört szolgálják fel.
Így ír róla a verses Edda:
Heidrún, a kecske

a Had Atyjának kapujánál

legeli Lérad lombját,

megtölti a kancsót

világos méztejjel,

ízletes itala végtelen.
Tandori Dezső fordításában a világfát Lérad (Laerad) néven említi, ami az Yggdrasil másik neve.